# Guerrino Tramonti
Guerrino Tramonti (Faenza, 30 giugno 1915 – Faenza, 17 ottobre 1992) è stato un ceramista e pittore italiano.

## Biografia e produzione artistica

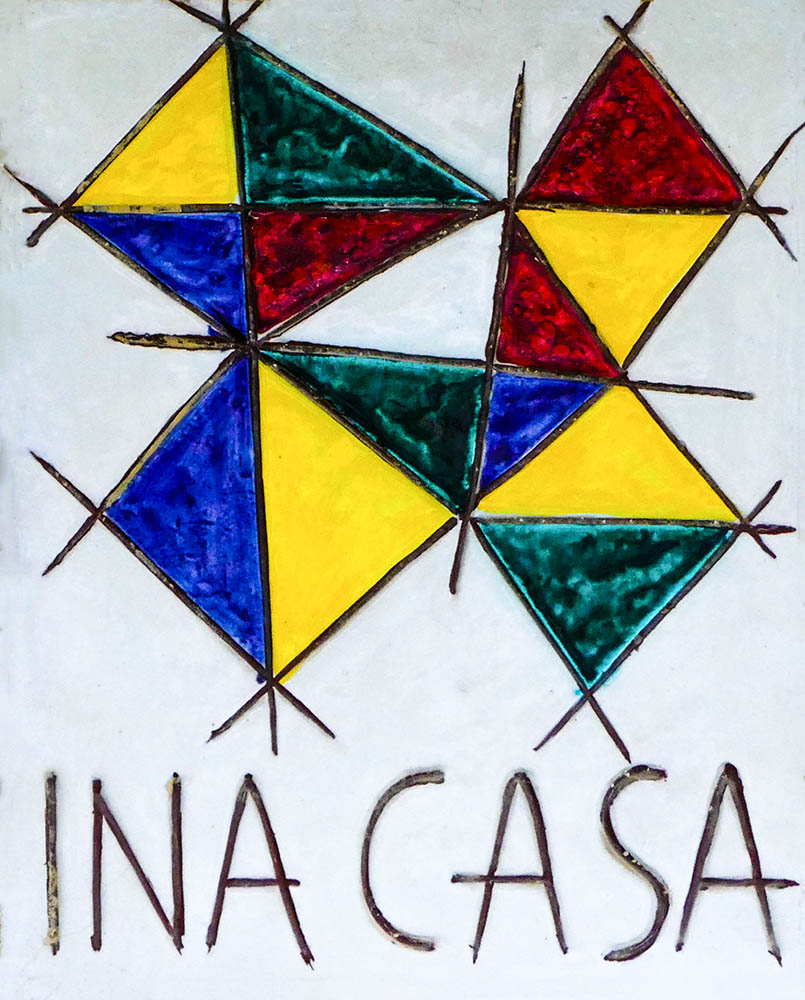
Formella di Guerrino Tramonti per il piano nazionale INA-Casa, foto di Mauro Tozzi

Dopo aver frequentato la Regia Scuola per la Ceramica di Faenza, frequentò per alcuni mesi l'ambiente artistico di Venezia. Dopo un anno trascorso ad Albisola Superiore, ottenne alcuni premi ed insegnò presso istituti d'arte di Civita Castellana, di Cagli e di Forlì.
A partire dagli anni settanta abbandonò la ceramica per darsi esclusivamente alla pittura, elaborando uno stile fra surrealismo e post-cubismo.
Fra le numerose esposizioni si ricordano in particolare la partecipazione alla IV Quadriennale di Roma (1943) e le retrospettive di Urbino (2010) e al Museo d'arte moderna di Tokyo (2011) (successivamente in tour per altre località del Giappone).
A Faenza è stata inaugurata nel 2010 la Fondazione Guerrino Tramonti, casa-museo in cui sono esposti circa 390 suoi lavori.